# Carlo Cevenini
Carlo Cevenini, appelé aussi Cevenini V (né le 8 mars 1901 à Milan et mort le 9 janvier 1965 à Rome), était un footballeur italien, jouant au poste d'attaquant.

## Biographie
Cadet des cinq frères Cevenini, Carlo Cevenini commence avec les rossoneri durant la saison 1917-18 et quitte le club à la fin de la saison 1919-20 pour rejoindre l'autre grand club milanais, les rivaux de l'Inter Milan où il reste un an (15 buts en 16 matchs), avant de retourner à l'AC Milan pour la saison de 1925 où il reste jusqu'en 1927 (en tout 149 matchs pour 58 buts dans toute sa carrière au Milan) avant de rejoindre la Lazio de Rome qu'il quitte en 1932.
Il termine sa carrière en allant jouer à Pise.

### La familleCevenini
Carlo Cevenini était appelé Cevenini V, car quatre de ses frères étaient également footballeurs professionnels :
- Aldo Cevenini (Cevenini I)
- Mario Cevenini (Cevenini II)
- Luigi Cevenini (Cevenini III)
- Cesare Cevenini (Cevenini IV)